# Attentat-suicide du bus 37
L'attentat-suicide du bus 37 était un attentat-suicide perpétré le 5 mars 2003 dans un bus Egged à Haïfa, en Israël. 17 passagers ont été tués dans l'attaque et 53 ont été blessés. Beaucoup des victimes étaient des enfants, des adolescents et des étudiants de l'université de Haïfa.
L'organisation terroriste islamiste palestinienne Hamas a revendiqué la responsabilité de l'attaque. Le kamikaze était Mahmoud Umdan Salim Qawasmeh, un étudiant de 20 ans à l'université polytechnique de Palestine. Un résident arabe israélien de Haïfa, qui a aidé à planifier l'attaque, a également été jugé et condamné à la réclusion à perpétuité pour son implication.

## L'attaque
L'attaque a eu lieu le 5 mars 2003, lorsqu'un kamikaze de Hébron a fait exploser une bombe cachée sous ses vêtements dans un bus transportant de nombreux enfants et adolescents rentrant de l'école. Le bus a explosé alors qu'il quittait la station de la rue Moriyah, une artère principale près du quartier Carmeliya, en direction du quartier Bat Galim vers l'université de Haïfa. L'explosion s'est produite alors que le bus était bondé de passagers. L'attentat a tué 17 personnes et blessé 53 autres. La police a indiqué que la bombe, attachée au corps du kamikaze, était remplie d'éclats métalliques afin de maximiser le nombre de blessés.

## Conséquences

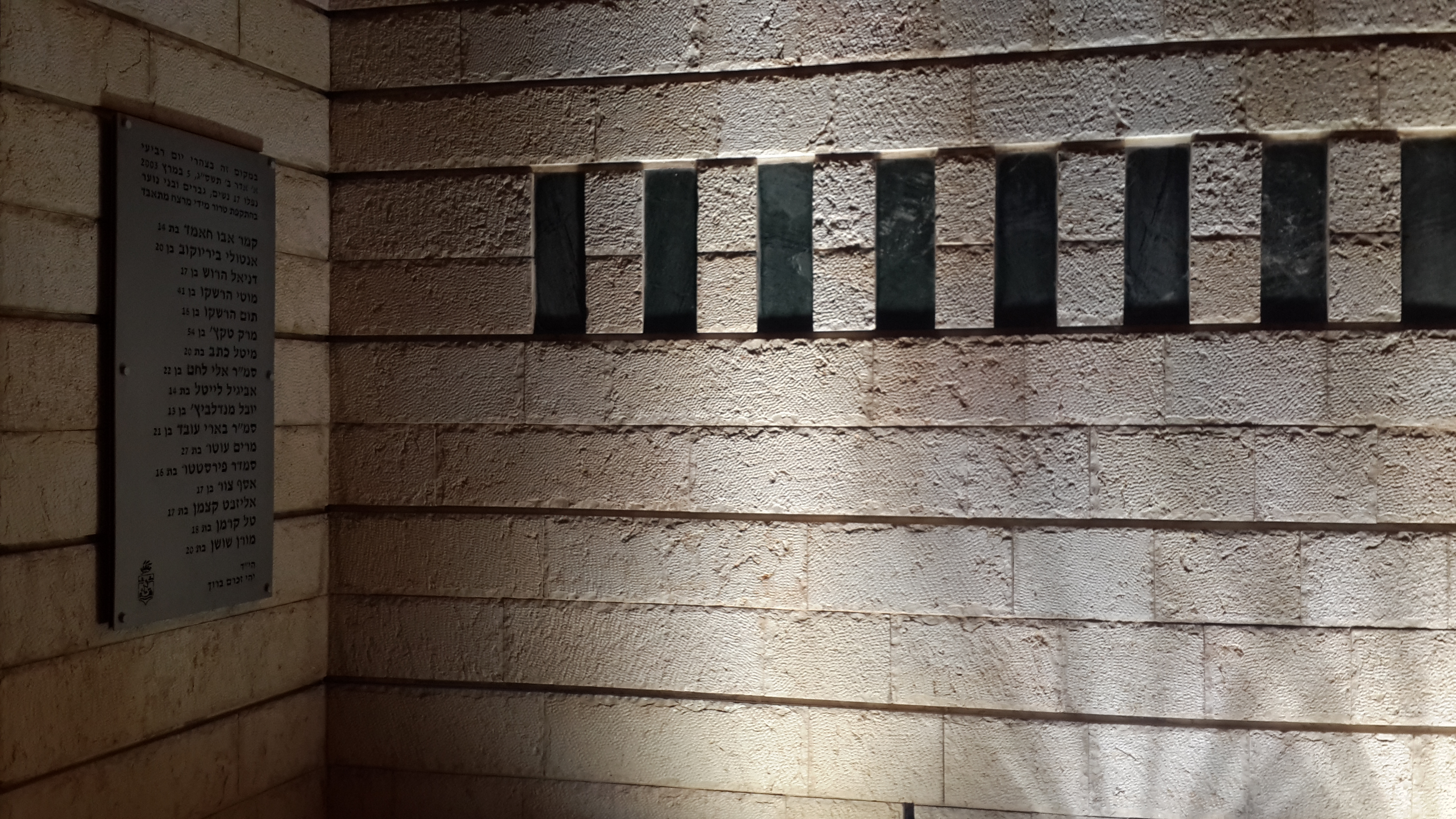
Mémorial pour les victimes de l'attentat

Des porte-parole du Hamas et du Jihad islamique ont loué l'attentat. « Nous n'arrêterons pas notre résistance » a déclaré Abd al-Aziz Rantisi du Hamas. « Nous n'allons pas abandonner face au meurtre quotidien de Palestiniens. » En réponse, des hélicoptères israéliens ont tué le leader du Hamas, Ibrahim al-Makadmeh, et trois de ses gardes du corps.
Le 18 octobre 2011, Israël a libéré trois personnes condamnées pour avoir planifié l'attentat, Maedh Waal Taleb Abu Sharakh (19 condamnations à perpétuité), Majdi Muhammad Ahmed Amr (19 condamnations à perpétuité) et Fadi Muhammad Ibrahim al-Jaaba (18 condamnations à perpétuité), dans le cadre de l'échange de prisonniers pour la libération de Gilad Shalit,.